# Pływanie synchroniczne na Letnich Igrzyskach Olimpijskich 2004 – drużyny
Drużyny kobiet były jedną z dwóch konkurencji w pływaniu sychronicznym jakie rozegrano podczas Letnich Igrzysk Olimpijskich w Atenach. Konkurencja rozegrana została na pływalni w Olympic Aquatic Centre w dniach 26 - 27 września 2004 r.
Do rywalizacji przystąpiło 8 zespołów.
Na końcowy wynik składało się 50% oceny uzyskanej za program techniczny oraz 50% oceny za program dowolny.

## Wyniki
| Kraj              | Zawodniczki | Runda techniczna | Rudna dowolna | Łącznie | Pozycja |
| ----------------- | --- | ---------------- | ------------- | ------- | ------- |
| Rosja             | Jelena Azarowa, Olga Brusnikina, Anastasija Dawydowa, Anastasija Jermakowa, Elwira Chasianowa, Marija Kisielowa, Olga Nowokszczenowa, Anna Szorina                               | 99,333           | 99,667        | 99,501  | złoto   |
| Japonia           | Michiyo Fujimaru, Saho Harada, Kanako Kitao, Emiko Suzuki, Miya Tachibana, Miho Takeda, Juri Tatsumi, Yoko Yoneda                                                                | 98,333           | 98,667        | 98,501  | srebro  |
| Stany Zjednoczone | Alison Bartosik, Tamara Crow, Rebecca Jasontek, Anna Kozlova, Sara Lowe, Lauren McFall, Stephanie Nesbitt, Kendra Zanotto                                                        | 97,167           | 97,667        | 97,418  | brąz    |
| Hiszpania         | Raquel Corral, Andrea Fuentes, Tina Fuentes, Gemma Mengual, Ana Montero, Irina Rodríguez, Ione Serrano, Paola Tirados                                                            | 96,333           | 97,167        | 96,751  | 4.      |
| Kanada            | Erin Chan, Jessica Chase, Jessika Dubuc, Marie-Pierre Gagné, Fanny Létourneau, Shayna Nackoney, Anouk Renière-Lafrenière, Courtenay Stewart                                      | 95,167           | 95,333        | 95,251  | 5.      |
| Chiny             | Chen Yu, Gu Beibei, He Xiaochu, Hou Yingli, Hu Ni, Li Zhen, Wang Na, Zhang Xiaohuan                                                                                              | 94,167           | 95,000        | 94,584  | 6.      |
| Włochy            | Monica Cirulli, Costanza Fiorentini, Joey Paccagnella, Elisa Plaisant, Sara Savoia, Beatrice Spaziani, Federica Stefanelli, Lorena Zaffalon, Laura Zanazza                       | 93,667           | 94,500        | 94,084  | 7.      |
| Grecja            | Savina Aglaia Anastasiou, Maria Khristodoulou, Eleftheria Ftouli, Eleni Georgiou, Effrosyni Gouda, Apostolia Ioannou, Evgenia Koutsoudi, Olga Pelekanou, Khristina Thalassinidou | 92,500           | 93,000        | 92,750  | 8.      |